# Żółta Baszta

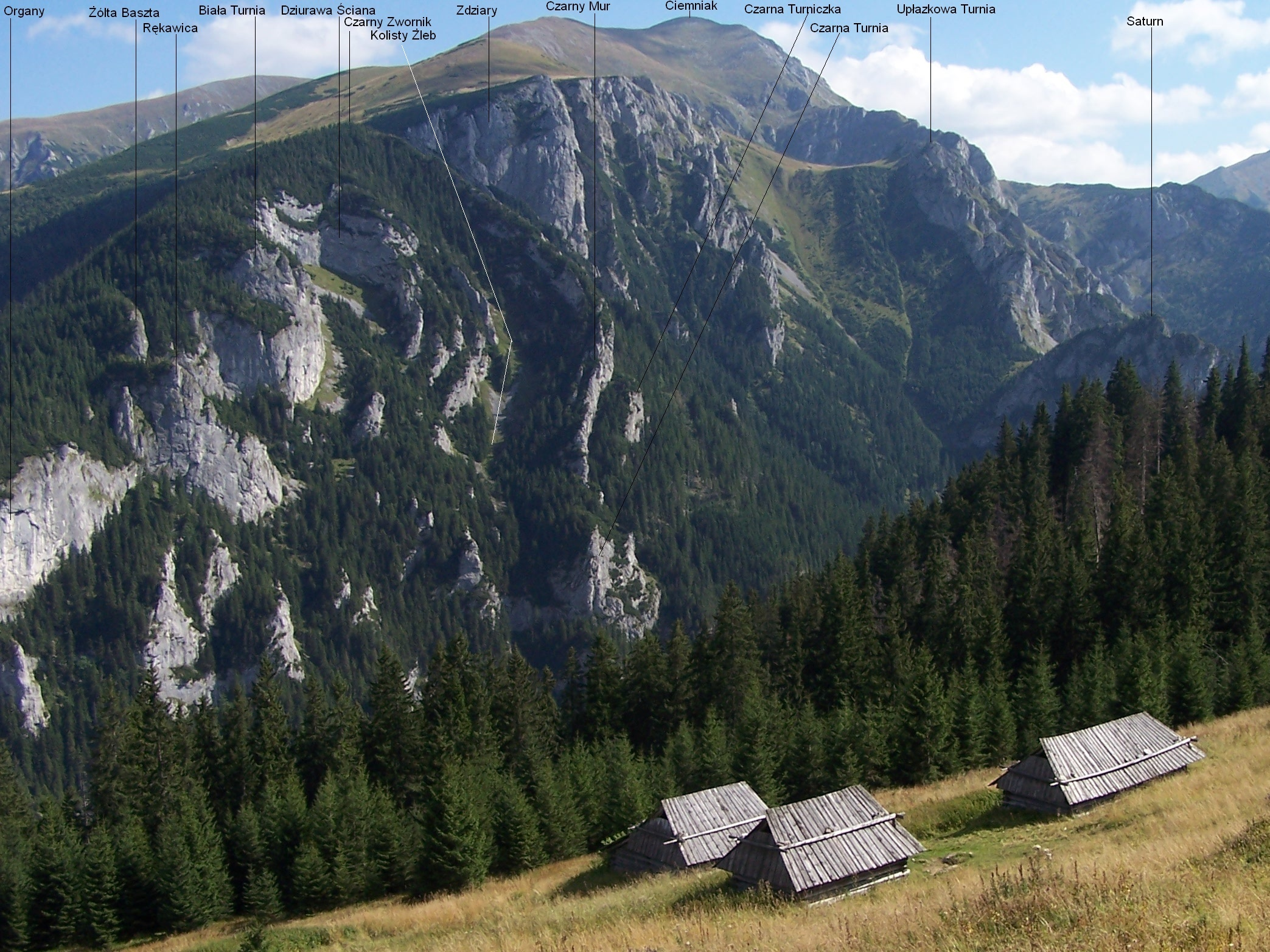
Widok z Polany na Stołach

Żółta Baszta (ok. 1400 m) – turnia w północno-zachodniej grani Upłaziańskiej Kopy w Dolinie Kościeliskiej w Tatrach Zachodnich. Znajduje się w tej grani pomiędzy Rękawicą (od której oddzielona jest Przechodem za Rękawicą, ok. 1360 m) a Białą Turnią, od której oddzielona jest Mylnym Siodełkiem (ok. 1395 m). Nazwa dobrze oddaje charakter tej turni, basztą bowiem nazywa się skalicę o trzech bokach wolnych, związaną z resztą terenu tylko podstawą i jednym bokiem.
Północno-wschodnie zbocze Białej Turni to Wysranki opadające do Żlebu pod Wysranki. Jest całkowicie porośnięte lasemi od tej strony na Żółtą Basztę można wejść bez trudności. Jej wierzchołek porasta gęsta kosodrzewina. W południowo-zachodnim kierunku turnia opada ścianą o wysokości ok. 60 m. W stosunku do sąsiednich turni (Rękawica i Biała Turnia), Żółta Baszta jest w grani nieco cofnięta. Po obydwu jej stronach z sąsiednich przełączek opadają wąskie żlebki.